# Alpenlandsalamander
De alpenlandsalamander (Salamandra atra) is een salamander uit de familie echte salamanders (Salamandridae). De soort werd voor het eerst wetenschappelijk beschreven door Josephus Nicolaus Laurenti in 1768. Later werd de wetenschappelijke naam Lacerta atra gebruikt.
Er is ook een alpenwatersalamander (Ichthyosaura alpestris) maar deze laatste soort is veel sterker van water afhankelijk.

## Uiterlijke kenmerken
De alpenlandsalamander wordt ongeveer vijftien centimeter lang en kan zoals wel meer salamanders wel meer dan vijftien tot twintig jaar oud worden. De kleur is vrijwel altijd geheel zwart, zelfs de buik en zonder tekening, maar de ondersoort S. a. aurorae heeft een geheel gele, of sterk geelgevlekte rug en doet denken aan de inheemse vuursalamander (Salamandra salamandra). Deze ondersoort is echter sterk bedreigd. De ribben zijn duidelijk zichtbaar op de rug en flanken en zowel op het midden van de rug als aan de bovenkant van beide flanken zitten drie rijen knobbeltjes die ze een beetje aan een krokodil doen denken. Verder heeft de soort een ronde staart, grote ogen en gifklieren en een V-vormige groef op de bovenzijde van de kop.

## Algemeen
De soort komt voor in de Alpen, van zuidelijk Duitsland tot noordelijk Albanië en van uiterst westelijk Frankrijk en Hongarije als grenzen van het verspreidingsgebied. De habitat bestaat uit kalksteengrotten in drogere bergstreken, en de salamander komt voor tot 3000 meter hoogte, waar andere amfibieën geen schijn van kans zouden maken door de lagere temperaturen. Omdat amfibieën koudbloedig zijn, heeft deze salamander meestal een traag en sloom voorkomen, en zit overdag verstopt. Pas als het donker wordt komt het dier tevoorschijn om te gaan jagen want het is een nachtactieve soort.
Het is een bodembewonende soort die meestal in de strooisellaag verstopt zit tussen bladeren en mos of onder stenen, omgevallen boomstammen en struiken. Op het menu staan de kleine ongewervelden zoals insecten, spinnetjes en slakjes.

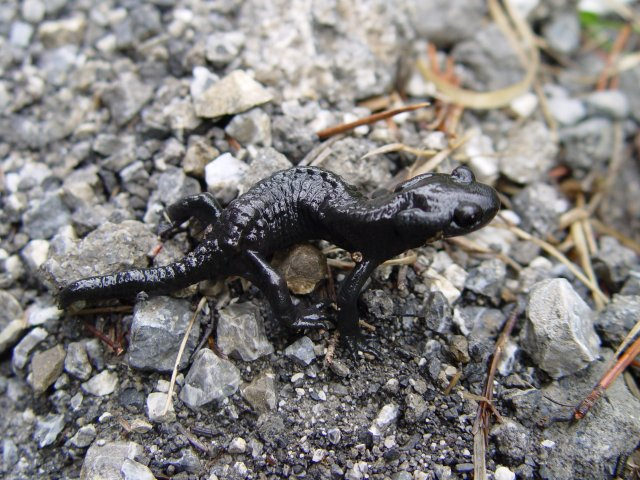
Exemplaar in Lechtal, Oostenrijk

## Voortplanting
De alpenlandsalamander is zelfs niet van water afhankelijk als het om de voortplanting gaat, in tegenstelling tot vrijwel alle andere amfibieën. Hierdoor kan de salamander in relatief droge streken leven zonder oppervlaktewater wat de soort een grote voorsprong geeft op andere soorten. De alpenlandsalamander is eierlevendbarend, wat betekent dat er wel eieren geproduceerd worden, maar deze ontwikkelen zich volledig in de moeder en daar komen ze meestal ook uit. Ook heeft een vrouwtje een heuse draagtijd van minstens twee tot afhankelijk van de hoogte waarop ze leeft drie jaar, en dat is bij amfibieën al helemaal uitzonderlijk. De jongen hebben ook geen kieuwen meer als ze worden geboren en zijn al volledig ontwikkeld.
Een vrouwtje produceert dus niet ieder jaar jongen en als deze geboren worden zijn het er altijd twee, veel andere amfibieën zetten vele honderden eitjes af. Bij deze soort worden ook wel meerdere eitjes geproduceerd, maar deze worden opgegeten door de jongen die zich in het vrouwtje ontwikkelen. Ook sommige soorten pijlgifkikkers produceren voedseleitjes, maar dan om de vrijzwemmende kikkervisjes te voeden.